# Иосиф (хазарский царь)
Ио́сиф (ивр. יוסף‎), также Йосеф или Иосиф бен Аарон (время правления 930-е — 960-е) — последний (или предпоследний) правитель Хазарского каганата: царь-заместитель (тюркск. титул бек, евр. мелех) из династии Буланидов.
Единственный хазарский правитель, о личности и политической деятельности которого имеется относительно подробная информация. Сведения происходят из комплекса документов т. н. Еврейско-хазарской переписки, проводившейся по инициативе сановника Кордовского халифата Хасдая ибн Шапрута.

## Биография
Даты жизни и воцарения неизвестны. Младший современник византийского императора Романа Лакапина (919—944). Унаследовал престол от своего отца Аарона. По отцовскому настоянию был женат на аланской принцессе для укрепления хазаро-аланского союза. По вероисповеданию иудей. Правил в период после 932 и как минимум до 961. Спустя несколько лет Хазария была завоёвана русским князем Святославом.

### Царствование
Взошёл на трон в условиях заката хазарского могущества. Проводил политику помощи единоверцам. Добился временного успеха в удержании Алании. Около 932 аланский царь отрёкся от христианства и перешёл в иудаизм. Разрешил переселиться в Хазарию византийским евреям, когда при императоре Романе на них начались гонения. Начал ответные преследования христиан в своих владениях. Это привело к военному столкновению. Византийцы подговорили к нападению на хазар русского князя Хельгу (иногда отождествляется с Игорем Рюриковичем или Олегом Вещим, в последнем случае признавая условность летописной хронологии, датирующей смерть Олега 912 годом). Около 939 года Хельгу захватил хазарскую заставу на Таманском полуострове — Самкерц. Прибывший вскоре хазарский наместник Песах освободил город. Не застав там русского войска, он подверг грабежу крымские владения Византии, истребляя на своём пути христианское население. Хазары взяли три города, множество деревень и затем осадили Херсонес. Песах настиг дружину Хельга и одержал над ней полную победу. По условиям мира русы обязались совершить поход на Византию (941). Однако, несмотря на несомненный успех, хазарам не удалось ликвидировать угрозу со стороны молодого Древнерусского государства. Камнем преткновения в русско-хазарских отношениях в этот период был пропуск русских ладей в акваторию Каспийского моря. В 943—944 состоялся очередной крупный рейд русов в Закавказье. Он закончился гибелью почти всех участников, и на два следующих десятилетия известий об активности русов нет. В своём письме Хасдаю ибн Шапруту Иосиф специально подчёркивал, что русская проблема являлась для него первоочередной. Он писал, что постоянно не пускает русов в море, чтобы не дать им завоевать исламские страны. Но русскую опасность для самой Хазарии он, вероятно, недооценил. В его письме нет ничего, что говорило бы о предчувствии полного разгрома каганата через несколько лет.

### Укрепление власти
Формально являлся вторым лицом в государстве, управляя от имени кагана. (В Хазарии сложилась система двойного правления, при которой военную власть осуществляли беки, а за каганами остались жреческие функции и номинальное главенство). О действующем кагане в своём письме ничего не сказал. По-видимому, процесс консолидации власти при нём вступил в завершающую фазу.
Носил титул «царь Тогармский», что может свидетельствовать о претензиях на власть над потомками Тогармы — тюркскими народами.

### Переписка с Хасдаем ибн Шапрутом
В период между 954 и 961 получил письмо от Хасдая ибн Шапрута — высокопоставленного еврея при дворе Кордовского халифа Абд ар-Рахмана III. Хасдай был очень удивлён фактом существования независимого иудейского государства и попросил Иосифа рассказать о Хазарии. Иосиф написал от своего имени ответное послание. Так же Хасдай получил частный ответ, составленный кем-то из приближённых Иосифа. Копии этих посланий найдены в хранилище древнееврейских манускриптов в Каирской генизе.